# Johann Gottlieb Stephanie
Johann Gottlieb Stephanie (Breslau, 19 de fevereiro de 1741  – Viena, 23 de janeiro de 1800) foi um dramaturgo, diretor e libretista Alemão e austriaco, que fez o libreto da ópera O Rapto do Serralho de Wolfgang Amadeus Mozart.

## Vida
Chegou a Viena durante a Guerra dos Sete Anos como prisioneiro de guerra prussiano. Nomeado para dirigir o National Singspiel, favorita do imperador Joseph II. 
O Libreto de Stephanie, e adaptação de Christoph Friedrich Bretzner do Entführung, foi duramente criticado por, E.J. Dent chamou-lhe "muito pior do que ele jamais pode definir como música." 
Mozart escreveu ao seu pai dizendo que "ele tem toda a razão, ... Estou bem ciente de que o versículo não é dos melhores."

## Obras
- O Rapto do Serralho (em alemão: Die Entführung aus dem Serail), 1782, Music: Wolfgang Amadeus Mozart
- Der Schauspieldirektor, 1786, Music: Wolfgang Amadeus Mozart
- Der Doktor und sein Apotheker, 1786, Music: Carl Ditters von Dittersdorf